# 앤서니 퀘일
앤서니 퀘일 경(Sir Anthony Quayle, CBE, 1913년 9월 7일~1989년 10월 20일)은 영국의 배우이다.

## 서훈
- 1952년 대영 제국 훈장 3등급(CBE) 수훈
- 1985년 기사작위(Knight Bachelor) 서임